# 高田桂子
高田 桂子（たかだ けいこ、本姓・小谷、1945年8月14日 - ）は、日本の児童文学作家。

## 略歴
広島県生まれ。京都大学文学部仏文科卒業。
筑摩書房の編集者、コピーライターを経て1977年に絵本作家としてデビュー。
1990年『ざわめきやまない』で路傍の石文学賞受賞。

## 著書
- 『からからからが…』（文研出版、みるみる絵本） 1977.5
- 『メリー・メリーを追いかけて』（理論社、つのぶえシリーズ） 1978.3
- 『やくそく』（ポプラ社、絵本のせかい） 1979.5
- 『あれからそれから』（文研出版、みるみる絵本） 1980.12
  - 『あれからそれから』（文研出版、ぽっぽライブラリ） 1995.1
- 『ぼく、おにっ子でいくんだ』（文研出版、文研の創作えどうわ） 1981.11
- 『透きとおった季節』（理論社） 1983.7
- 『ふりむいた友だち』（理論社、きみとぼくの本） 1985.5
- 『あの子がぞろぞろ』（国土社、どうわのいずみ） 1988.4
- 『ざわめきやまない』（理論社、地平線ブックス） 1989.3
- 『どうしてもたべたい』（PHP研究所、わたしのえほん） 1990.12
- 『かごめかごめかごめがまわる』（あかね書房、あかね創作文学シリーズ） 1991.11
- 『猫の恋』（原生林） 1993.4
- 『一休』（「京の絵本」刊行委員会） 1994.5
- 『雨のせいかもしれない』（偕成社） 1995.8
- 『うさぎ月』（文渓堂、おはなしメリーゴーランド） 1996.9
- 『海辺のモザイク』（てらいんく） 2001.2
- 『かみかくし』（文溪堂、おはなしスキップ） 2002.6
- 『みかえり橋をわたる』（文溪堂） 2006.8
- 『ひあたり山とひつじのヒロシ』（国土社） 2009.8
- 『はっぱのゆうびんやさん』（文研出版） 2019.9

## 翻訳
- 『ロベルタのなつやすみ』（シルビア・フランシア、フレーベル館） 1996.7

## 論文
- 国立情報学研究所収録論文 国立情報学研究所